# Subcancilla malleti
Subcancilla malleti is een slakkensoort uit de familie van de Mitridae. De wetenschappelijke naam van de soort is voor het eerst geldig gepubliceerd in 1852 door Petit de la Saussaye.